# Loxogramme lankokiensis
Loxogramme lankokiensis är en stensöteväxtart som först beskrevs av Eduard Rosenstock, och fick sitt nu gällande namn av Carl Frederik Albert Christensen. Loxogramme lankokiensis ingår i släktet Loxogramme och familjen Polypodiaceae. Inga underarter finns listade.